# 15752 Eluard
15752 Eluard eller 1992 BD2 är en asteroid i huvudbältet som upptäcktes den 30 januari 1992 av den belgiske astronomen Eric W. Elst vid La Silla-observatoriet. Den är uppkallad efter den franske poeten Paul Éluard.
Asteroiden har en diameter på ungefär 15 kilometer och den tillhör asteroidgruppen Lixiaohua.